# Priah Ferguson
Priah Nicole Ferguson (ur. 1 października 2006 w Atlancie) – amerykańska aktorka. Wystąpiła w serialu Stranger Things jako Erica Sinclair.

## Kariera
W roku 2015 pierwszy raz wystąpiła w niezależnych, krótkometrażowych filmach. W 2016 roku zadebiutowała w serialu telewizyjnym Atlanta stworzonym przez Donalda Glovera oraz w dramacie Mercy Street. W 2017 roku dołączyła do obsady serialu Netflixa Stranger Things w roli Eriki Sinclair.

## Filmografia

### Filmy
| Rok  | Tytuł                        | Rola             | Uwagi                |
| ---- | ---------------------------- | ---------------- | -------------------- |
| 2015 | Suga Water                   | młoda Kai        | film krótkometrażowy |
| 2015 | Perfectville                 | Dania Black      |                      |
| 2016 | Deus ex Machina              | mała dziewczynka | film krótkometrażowy |
| 2017 | La Vie Magnifique De Charlie | młoda Brandy     |                      |
| 2017 | Ends                         | Charlie          | film krótkometrażowy |
| 2018 | The Oath                     | Hardy            |                      |
| 2022 | Glitter Ain't Gold           | Tawanda          | film krótkometrażowy |
| 2022 | Klątwa Bridge Hollow         | Sydney Gordon    |                      |

### Seriale
| Rok     | Tytuł                    | Rola                      | Uwagi                              |
| ------- | ------------------------ | ------------------------- | ---------------------------------- |
| 2016    | BB Brown & Friends       | Jojo                      | sez. 1, odc. 2, 4                  |
| 2016    | Atlanta                  | Asia                      | sez. 1, odc. 2                     |
| 2016    | Coffee X Cream           | Michelle                  | sez. 1, odc. 6, 10                 |
| 2017    | Mercy Street             | dziewczyna                | niewym. w czołówce; sez. 2, odc. 3 |
| 2017    | Daytime Divas            | Fatima                    | sez. 1, odc. 10                    |
| od 2017 | Stranger Things          | Erica Sinclair            | w gł. obsadzie od 3 serii          |
| 2019    | Bluff City Law           | Erika                     | sez. 1, odc. 5                     |
| od 2022 | Chomi i Greta            | Bailey (głos)             | w gł. obsadzie                     |
| 2023    | My Dad the Bounty Hunter | Lisa i młoda Tess (głosy) | 19 odcinków                        |